# (33317) 1998 MT5
1998 MT5 (asteroide 33317) é um asteroide da cintura principal. Possui uma excentricidade de 0.18454400 e uma inclinação de 23.16881º.
Este asteroide foi descoberto no dia 19 de junho de 1998 por LINEAR em Socorro.